# Helena Noguerra
Helena Noguerra, pseudonimo di Hélène Barbara Ribeiro Furtado Velho Nogueira (18 maggio 1969), è un'attrice e cantante belga di origine portoghese.

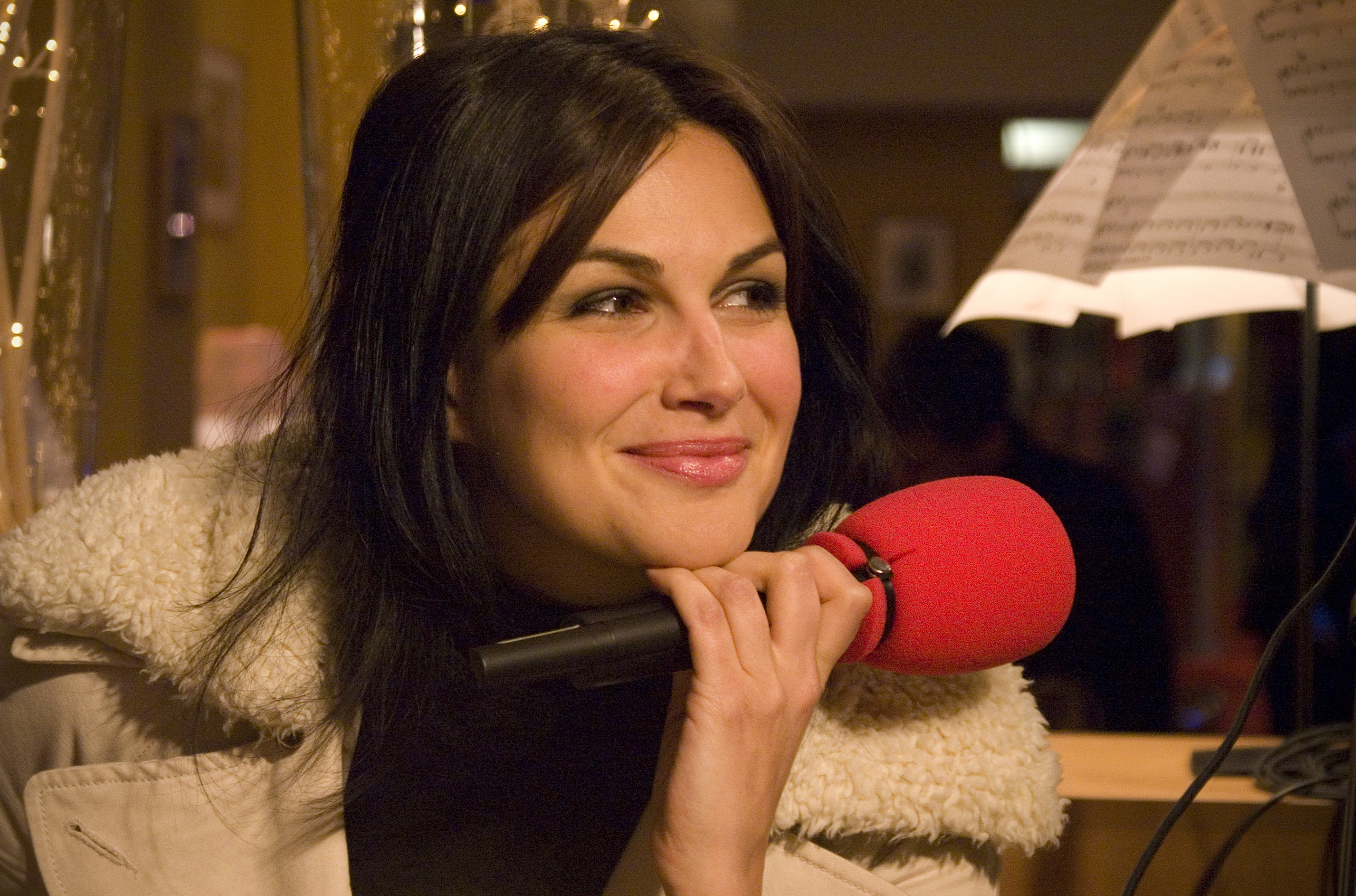
Helena Noguerra nel 2007

Sorella della cantante Lio, è attiva come cantante dall'inizio degli anni novanta e come attrice dall'inizio degli anni duemila.

## Biografia
Hélène Barbara Ribeiro Furtado Velho Nogueira nasce a il 18 maggio 1969, dove trascorre la propria infanzia.
A quindici anni abbandona gli studi e inizia a lavorare come modella a Parigi. In seguito, dopo aver fatto la figurante per un videoclip musicale diretto da Serge Gainsbourg nel 1986, è interprete del brano Lunettes noires, sigla della trasmissione Lunettes noires pour nuits blanches.
Inizia quindi la carriera di cantante, incidendo in duetto con Daniel Chenevez nel 1992 il brano Rivière des anges. Sei anni dopo, pubblica il suo primo album da solista, intitolato Projet: Bikini.
In seguito, pubblica gli album Azul e Née dans la nature, che escono rispettivamente nel 2001 e nel 2004.
Nel frattempo, alla carriera di cantante inizia ad affiancare anche quella di attrice cinematografica e ne 2002 interpreta un piccolo ruolo (quello di Priscille) nel film diretto da Gérard Bitton Ah! Se fossi ricco.  Compare in seguito nel film diretto da Richard Berry La boîte noire (2005), nel film diretto da Christophe Honoré Dans Paris (2006) e nel film diretto da Pascal Chaumeil Il truffacuori  (2010).
Dal 2011 al 2012 presenta le prime due edizioni del Premio Magritte, premio del cinema belga.  In seguito, nel 2013, pubblica l'album Année Zéro.
Nel 2014 è nel cast principale del film diretto da Fabrice Du Welz The Lonely Hearts Killers, dove interpreta il ruolo di Solange. Il ruolo le vale la canditatura come miglior attrice non protagonista al Premio Magritte.
Nel frattempo, pubblica il suo primo romanzo, intitolato L'ennemi est à l’intérieur, Et je me suis mise à table.
Nel 2019 pubblica l'album Nue e nel 2023, è nel cast del film, diretto da 10 jours encore sans maman, sequel del film 10 jours encore sans maman, ed è tra i protagonisti del film commedia diretto da Michaël Youn Il consiglio studentesco.

## Filmografia parziale

### Attrice

#### Cinema
- Ah! Se fossi ricco (Ah! Si j'étais riche), regia di Gérard Bitton (2002)
- La boîte noire, regia di Richard Berry (2005)
- Dans Paris, regia di Christophe Honoré (2006)
- Il truffacuori (L'Arnacœur), regia di Pascal Chaumeil (2010)
- La clinica dell'amore (La Clinique de l'amour), regia di Artus de Penguern (2012)
- The Lonely Hearts Killers (Alleluia), regia di Fabrice Du Welz (2014)
- 10 jours encore sans maman, regia di Ludovic Bernard (2023)
- Il consiglio studentesco (BDE), regia di Michaël Youn (2023)

#### Televisione
- La petite femelle, regia di Philippe Faucon (2021)
- Le remplaçant - serie TV, 8 episodi (2021-2022)
- Clem  - serie TV, 6 episodi (2022)
- Détox - serie TV, 6 episodi (2022)
- L'homme de nos vies - miniserie TV,  4 episodi (2022)

### Regista
- X Femmes - miniserie TV, episodio 01x03 (2008)

## Discografia

### Album
- 1998 – Projet: Bikini
- 2001 – Azul
- 2013 – Année zéro
- 2003 – Née dans la nature
- 2007 – Fraise Vanille
- 2018 – Les Parisiennes (con Arielle Dombasle, Mareva Galanter e Inna Modja)
- 2019 – Nue
- 2022 – Fleurs bleues/noces noires

## Opere letterarie
- L'ennemi est à l’intérieur, Et je me suis mise à table
- L'incroyable voyage de Piotr au pays des couleurs (2015)
- Ciao Amore (2017)

## Premi e nomination
- Premio Magritte:
- * 2016: candidatura come miglior attrice non protagonista per il ruolo di Solange The Lonely Hearts Killers